# 克里斯托夫·罗特曼
克里斯托夫·罗特曼（德語：Christoph Rothmann）是一位德国数学家及当时著名天文学家之一。他的贡献使卡塞尔市事实上成为了16世纪欧洲的天文研究中心。

## 生活
虽然众所周知罗特曼是出生在萨克森-安哈尔特州贝恩堡，但其具体出生日期今天已不清楚，大概是在1550年至1560年间。在完成基础教育后，他在约阿希姆·恩斯特·冯·安哈尔特王子的资助下修习了神学和数学，罗特曼对天文学抱有极大的热情。1577年他被黑森威廉四世王子任命为卡塞尔市宫廷数学家。1584年至1590年，主要在王子的观察台从事天文研究。他的研究贡献为卡塞尔成为天文研究中心起了致关重要的作用。
1590年他到文岛（Ven island）乌兰尼堡（Uraniborg）拜访了第谷·布拉赫，但后来并没有返回卡塞尔市，直到1600年在贝恩堡去世前，一直留在了乌兰尼堡并撰写了其它一些（未知）神学著作。

## 研究
1585年至1587年间，罗特曼几乎完全在威廉四世王子的技术赞助下计算并完成了卡塞尔星目表。罗特曼是尼古拉·哥白尼世界日心说的坚定追随者。但与同时代的一些杰出同行不同，他在十七世纪几乎被完全遗忘了。
在16世纪的欧洲，有两组研究者编制完成了更精确的星目表。其中一组是丹麦天文学家第谷·布拉赫带领的天文学家，他在文岛建立了著名的乌兰尼堡天文台；另一组是在卡塞尔市威廉四世王子宫廷中的天文学家们，在这里罗特曼与瑞士数学家约斯特·比尔吉一道共事。这二组人员通过卡塞尔市和文岛二地间大量的信件往来，一直保持着学术勾通。
罗特曼与第谷之间的一封信件经常被引用来指出当时整个物理学的困境。第谷不相信哥白尼的世界日心说，在他寄给罗特曼一封信中提出了反对地球运动理由:如果地球实际上是从西向东旋转的话，那么一颗朝地球旋转方向发射的炮弹将比朝相反方向发射的炮弹射得更远，而这种情况是不存在。罗特曼回答说，炮弹和大炮都将参与地球的运动，所以他的论点是无效的。然而，这一反驳与当时欧洲普遍接受的亚里士多德运动观是相矛盾的。在那时，这是一个非常根本的矛盾，只有在17世纪中叶引力发现后，这一运动观才被彻底淘汰。
月球上的罗斯曼陨石坑就是以他的名字命名的。

## 著作
- Observatorium stellarum liber primus, Kassel 1589 (天文指南和克里斯托夫·罗特曼最出名的书) ref （页面存档备份，存于）
- Astronomia: In qua hypotheses Ptolemaicae ex hypothesibus Copernici corriguntur et supplentur: et imprimis intellectus et usus tabularum Prutenicarum declaratur et demonstratur, Manuscripte von 1580, （卡塞尔大学图书馆）
- Restitutio Sacramentorum, Goslar 1611, （遗留的神学著作）
- Scriptum de cometa, qui anni Christi 1585 mensib. Octobri et Novembri apparuit. Herausgegeben von Willebrord Snellius in: Descriptio cometae, qui anno 1618 mense Novembri primum effulsit[2] (Seite 69-156), Verlag Elzevir, Leiden 1619

## 文献
- Christoph Rothmann, Miguel A. Granada, Jürgen Hamel, Ludolf von Mackensen: Christoph Rothmanns Handbuch der Astronomie von 1589. Verlag Harri Deutsch 2003, ISBN 978-3-8171-1718-5
- Miguel A. Granada: Christoph Rothmann und die Auflösung der himmlischen Sphären. Die Briefe an den Landgrafen von Hessen-Kassel 1585. In Beiträge zur Astronomiegeschichte Band 2, herausgegeben von Wolfgang R. Dick und Jürgen Hamel, Frankfurt am Main 1999, S. 34-57  （页面存档备份，存于）
- Walther Killy: Literaturlexikon. Autoren und Werke deutscher Sprache (15 Bände). Gütersloh, München: Bertelsmann-Lexikon-Verl., 1988-1991 (CD-ROM: Berlin 1998, ISBN 3-932544-13-7)

## 参引资料
1. ↑  Grant, Edward. . Trans Amer Phil Soc. 1984, 74: 43  [2017-09-08]. （原始内容存档于2019-05-12）.
2. ↑  .   [2017-09-08]. （原始内容存档于2016-03-04）.

- Christianson, John Robert. . Cambridge University Press. 2000. ISBN 0-521-65081-X.
- Granada, Miguel A. . Acta Historica Astronomiae. 1999, 5: 35–57. Bibcode:1999AcHA....5...34G.